# Disdèrids
Els disdèrids (Dysderidae) són una família d'aranyes araneomorfes. Fou descrita per primera vegada per Carl Ludwig Koch l'any 1837.
Es troben principalment a Euràsia, i s'estenen fins a Àfrica del Nord; algunes espècies viuen a Amèrica del Sud. Dysdera crocata ha estat introduïda en moltes parts del món.

## Presència a les Illes Balears
A les Illes Balears els disdèrids compten amb 6 espècies, totes elles revisades. Dysdera arnedoi (Lissner n. sp.) i Parachtes riberai (Ribera, Bosmans n. sp.) són espècies recentment descrites a Mallorca, on semblen estar confinades. S'ha designat un neotip per a Dysdera balearica (Thorell, 1873) i D. mordax (L. Koch, 1882) que es considera una sinonímia juvenil de l'anterior. Dysdera lata (Reuss, 1834) fou citada per primera vegada a Mallorca. Dysdera crocata (C. L. Koch, 1838) i Harpactea dufouri (Thorell, 1873) es troben a totes les principals illes de les Balears. Harpactea corticalis (Simon, 1882) i H. hombergi (Scopoli, 1763) van ser identificades erròniament en el passat i s'han esborrat de la llista de disdèrids de les Balears.

## Sistemàtica
Segons el World Spider Catalog amb data de 16 de febrer de 2019, aquesta família té reconeguts 24 gèneres i 569 espècies de les quals 285 pertanyen al gènere Dysdera i 181 espècies a Harpactea. El creixement dels darrers anys és rellevant, ja que el 20 de novembre de 2006 i hi havia reconeguts també 24 gèneres però amb 492 espècies.
- Cryptoparachtes Dunin, 1992 – Geòrgia, Azerbaidjan
- Dasumia Thorell, 1875 – Europa, Pròxim Orient
- Dysdera Latreille, 1804 – arreu del món
- Dysderella Dunin, 1992 – Azerbaidjan, Turkmenistan
- Dysderocrates Deeleman-Reinhold & Deeleman, 1988 – Balcans
- Folkia Kratochvíl, 1970 – Balcans
- Harpactea Bristowe, 1939 – Europa fins a l'Iran, Mediterrani
- Harpactocrates Simon, 1914 – Europa
- Holissus Simon, 1882 – Còrsega
- Hygrocrates Deeleman-Reinhold, 1988 – Geòrgia, Turquia
- Kaemis Deeleman-Reinhold, 1993 – Itàlia
- Mesostalita Deeleman-Reinhold, 1971 – Balcans, Itàlia
- Minotauria Kulczyn'ski, 1903 – Creta
- Parachtes Alicata, 1964 – Sud-est d'Europa
- Parastalita Absolon & Kratochvíl, 1932 – Bòsnia
- Rhode Simon, 1882 – Mediterrani
- Rhodera Deeleman-Reinhold, 1989 – Creta
- Sardostalita Gasparo, 1999 – Sardenya
- Speleoharpactea Ribera, 1982 – Espanya
- Stalagtia Kratochvíl, 1970 – Balcans, Grècia
- Stalita Schiödte, 1847 – Balcans
- Stalitella Absolon & Kratochvíl, 1932 – Balcans
- Stalitochara Simon, 1913 – Algèria
- Tedia Simon, 1882 – Israel, Síria

### Fòssils
Segons el World Spider Catalog versió 19.0 (2018), existeixen els següents gèneres fòssils:
- †Dasumiana Wunderlich, 2004
- †Mistura Petrunkevitch, 1971
- †Segistriites Straus, 1967

### Superfamília Dysderoidea
Els disdèrids havien format part de la superfamília dels disderoïdeus (Dysderoidea), al costat de segèstrids, oonòpids i orsolòbids. Les aranyes, tradicionalment, havien estat classificades en famílies que van ser agrupades en superfamílies. Quan es van aplicar anàlisis més rigorosos, com la cladística, es va fer evident que la major part de les principals agrupacions utilitzades durant el segle XX no eren compatibles amb les noves dades. Actualment, els llistats d'aranyes, com ara el World Spider Catalog, ja ignoren la classificació de superfamílies.